# Cordillère Occidentale (Andes centrales)
Pour les articles homonymes, voir Cordillère Occidentale.
La cordillère Occidentale est un massif de montagnes d'Amérique du Sud faisant partie de la cordillère des Andes et s'étendant dans l'ouest du Pérou, dans l'ouest de la Bolivie et à l'extrême nord du Chili. Elle culmine à 6 768 mètres d'altitude au Huascarán.